# دوره‌های عالی زنان در مسکو

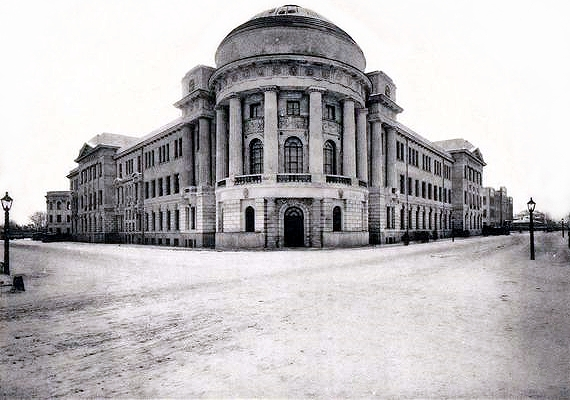
ساختمان اصلی دوره‌های عالی زنان (ساخته شده در سال‌های ۱۹۰۹–۱۹۱۳)

دوره‌های عالی زنان در مسکو (روسی: Московские высшие женские курсы، ت. «Moskovskiye Vysshiye Zhenskiye Kursy») بین سال‌های ۱۸۷۲ تا ۱۹۱۸ (با وقفه‌ای در سال‌های ۱۸۸۸ تا ۱۹۰۰) دانشگاهی برای زنان بود و پس از آن به دومین دانشگاه دولتی مسکو تبدیل شد. این دانشگاه یکی از بزرگ‌ترین و برجسته‌ترین مؤسسات آموزش عالی زنان در امپراتوری روسیه بود و تنها پس از دوره‌های بستوژف در سن پترزبورگ در رتبه دوم قرار داشت. این دانشگاه توسط ولادیمیر اول. گوئریه تأسیس و اداره می‌شد.

## اطلاعات تاریخی

### دوره اول (۱۸۷۲–۱۸۸۸)
در آغاز سال ۱۸۷۱، استاد تمام وقت تاریخ عمومی دانشگاه مسکو، وی.آی. گوریه، یادداشتی به متولی منطقه آموزشی مسکو، شاهزاده ای.پی. شیرینسکی-شیخماتوف، در مورد توصیه افتتاح دوره‌های عالی زنان در مسکو ارسال کرد و پیش‌نویس «مقررات مربوط به دوره‌های عالی زنان» را به آن اضافه کرد که در آن هدف و برنامه دوره‌های ایجاد شده را تشریح کرده بود. گوریه، وزیر آموزش عمومی، کنت دیمیتری آ. تولستوی، را متقاعد کرد تا یک مدرسه عالی برای زنان در مسکو را تصویب کند. در ماه مه ۱۸۷۲، وزیر آموزش عمومی، کنت دی.ای. تولستوی، با افتتاح دوره‌های عالی زنان در مسکو به عنوان یک مؤسسه آموزشی خصوصی موافقت کرد و «مقررات مربوط به دوره‌های عالی زنان» را تصویب کرد.
در اول نوامبر ۱۸۷۲، در ولخونکا ۱۶، در ساختمان اولین سالن ورزشی مردان، مراسم افتتاحیه باشکوه دوره‌های عالی زنان مسکو (دوره‌های پروفسور وی.آی. گوریر) برگزار شد، که در آن اساتید دانشگاه امپراتوری مسکو، کشیش ای.ام. ایوانتسوف-پلاتونوف، اس.ام. سولوویف و وی.آی. گوریر سخنرانی کردند.
بودجه دوره شامل شهریه و کمک‌های داوطلبانه بود. اولین کمک‌ها از همسر گوریر، اودوکیا ایوانوونا، عمه‌اش، ای.کی. استانکویچ (سالانه ۵۰۰ روبل) و کی.تی. سولداتنکوف (سالانه ۱۰۰ روبل) تأمین می‌شد. ۱۳٪ از منابع درآمد دوره‌ها، سود سهام اوراق قرضه خریداری شده توسط گوریر به همراه بخشی از درآمد حاصل از فعالیت‌های دوره‌ها بود. علاوه بر این، شرکت‌کنندگان دوره (۱٪) نیز برای خرید کتاب برای کتابخانه دوره پول جمع‌آوری کردند. برای تأمین بودجه دوره، گوریر اجراهای خیریه‌ای را در تئاتر سولودوفنیکوف به روی صحنه برد. برای درآمد حاصل از اجراها در سال ۱۸۸۳، به ۴۶ شنونده کمک هزینه پرداخت شد. علاوه بر این، بودجه از طریق فروش کتاب‌ها و کارت پستال‌های چاپ شده در چاپخانه خودشان تأمین می‌شد.
در ابتدا، آموزش برای ۲ سال طراحی شده بود و از سال ۱۸۷۹، طبق منشور جدید، ۳ سال. دوره‌های مسکو دارای جهت‌گیری تاریخی و زبان‌شناسی بودند، دروس اجباری تصویب شدند: تاریخ روسیه و تاریخ عمومی، ادبیات روسی و ادبیات عمومی، تاریخ تمدن و تاریخ هنر، فیزیک. برای کسانی که مایل بودند، قرار بود زبان‌های خارجی، ریاضیات و بهداشت تدریس شود. هزینه کلاس‌ها به این صورت بود: ۳۰ روبل در سال برای کل دوره یک دانشجو و ۱۰ روبل در سال برای یک موضوع جداگانه - داوطلبان - پرداخت می‌شد. در سال ۱۸۷۵، هزینه سالانه ۵۰ روبل بود؛ سپس - ۱۰۰ روبل در سال. در کل حجم منابع مالی ورودی، شهریه بیش از ۷۵٪ بود؛ بخشی از وجوه (تا ۷٪) کمک‌های داوطلبانه بود؛ از سال ۱۸۷۵ تا ۱۸۸۲، اداره بازرگانی مسکو ۵۰۰ روبل در سال برای ۱۰ بورسیه تحصیلی اختصاص داد.
در سال‌های ۱۸۷۲–۱۸۷۳، دوره‌ها در ولخونکا در مرکز شهر مسکو، در سال‌های ۱۸۷۳–۱۸۷۶ در محل موزه دانش کاربردی در خیابان پرچیستنکا ۳۲ و در سال‌های ۱۸۷۷–۱۸۸۸ در ساختمانی که مخصوص موزه پلی‌تکنیک ساخته شده بود، قرار داشتند.
دانش‌آموزان عادی باید هنگام ورود، گواهی پایان تحصیلات متوسطه خود را ارائه می‌دادند یا در آزمون ورودی تاریخ روسیه و تاریخ عمومی، ادبیات روسی و عمومی قبول می‌شدند. شنوندگان همچنین یک زندگینامه، گواهی رفتار اخلاقی و صداقت سیاسی از فرماندار کل، دو قطعه عکس و بدون استثنا، اجازه از مرد ارشد خانواده یا همسر را ارائه می‌دادند.
تعداد دانشجویان در دوره‌ها در آن زمان بسیار زیاد بود: در سال اول پس از افتتاح دوره‌ها، به ۷۰ نفر رسید (بیشتر دانشجویان از دوره‌های لوبنسکی نقل مکان کردند)، سپس تا سال ۱۸۷۸ بین ۱۰۳ تا ۱۰۷ نفر در نوسان بود و از سال ۱۸۷۹ تعداد دانشجویان به تدریج افزایش یافت و در سال تحصیلی ۱۸۸۴/۸۵ به ۲۵۶ نفر رسید.
در سال ۱۸۸۱، یک رشته جدید بشردوستانه در دوره‌ها معرفی شد - تاریخ فلسفه.
سخنرانی‌ها در این دوره‌ها توسط اساتید مشهور دانشگاه مسکو ارائه می‌شد (در اساسنامه به‌طور خاص تصریح شده بود که عمدتاً اساتید دانشگاه به عنوان مدرس دعوت می‌شوند). از جمله اولین اساتید می‌توان به موارد زیر اشاره کرد: پروفسور فئودور آ. بردیخین (فیزیک، نجوم)، پروفسور الکساندر ن. وسلوفسکی (ادبیات روسیه)، پروفسور پاول گ. وینوگرادوف (تاریخ قرون وسطی)، پروفسور واسیلی او. کلیوچفسکی (تاریخ روسیه)، رئیس دانشگاه مسکو، پروفسور ولادیمیر س. سولوویف (تاریخ فلسفه)، ل.م. لوپاتین (تاریخ فلسفه)، ولادیمیر آی. گوئریه (تاریخ)، پروفسور نیکولای آی. استوروژنکو (ادبیات عمومی)، پروفسور ان.اس. تیخونراوف (ادبیات باستان روسیه)، فئودور آی. بوسلایف (تاریخ هنر). از سال ۱۸۷۷، تاریخ زبان روسی و ادبیات باستان روسیه توسط وی.اف. میلر تدریس می‌شد.
کار این دوره‌ها تحت نظارت شورای آموزشی به ریاست پروفسور سرگئی ام. سولوویف بود. کمیته متولی دوره‌ها شامل ای.کی. استانکویچ (نام خانوادگی: بودیسکو (۱۸۲۴–۱۹۰۴)، همسر ای.وی. استانکویچ)، کوزما تی. سولداتیونکوف، ای.آی. گوریر بود.
به مدت ۱۶ سال، این دوره‌ها ۴۱ دیپلم صادر کردند که حق تدریس در کلاس‌های ارشد سالن‌های ورزشی زنان را به آنها می‌داد، علاوه بر این، ۳۲۲ دانش‌آموز امتحانات نهایی را گذراندند که به آنها حق تدریس در کلاس‌های پایین‌تر سالن‌های ورزشی را می‌داد.
در سال ۱۸۸۶، وزارت آموزش عمومی، به نمایندگی وزیر آی.دی. دلیانوف، پذیرش در تمام دوره‌های عالی زنان را ممنوع کرد و انگیزه این اقدام را نیاز به تدوین برنامه‌های درسی جدید و انتقال دوره‌ها به حمایت دولت عنوان کرد و در سال ۱۸۸۸ آنها تعطیل شدند.
افراد کوته فکری که در دهه ۸۰ میلادی حکومت می‌کردند، معتقد بودند که با ممنوعیت ورود دختران به دوره‌های عالی زنان، موفقیت بزرگی در انقلاب به دست آورده‌اند. اما ده سال بعد، خودشان به اشتباه خود متقاعد شدند و به فکر احیای دوره‌ها افتادند.— وی. آی. گوئریه
دوره‌های آموزشی گوریه، مانند همتای خود در سن پترزبورگ، برای جلوگیری از تحصیل زنان روس در خارج از کشور تأسیس شد، کاری که از زمان بسته شدن دانشگاه‌ها به روی زنان در روسیه در سال ۱۸۶۳ انجام داده بودند. این دوره‌ها آموزش در سطح دانشگاه را ارائه می‌دادند، اما برخلاف دوره‌های آموزشی مردان، اجازه صدور هیچ مدرک رسمی نداشتند و از بودجه دولتی نیز برخوردار نبودند. این دوره‌ها در سال ۱۸۸۸ تعطیل شدند اما در سال ۱۹۰۰ دوباره بازگشایی شدند.

### دوره دوم (۱۹۰۰–۱۹۱۸)
در سال ۱۹۰۰، فارغ التحصیلان موسسات آموزش متوسطه از ۴۱ استان وارد این دوره‌ها شدند. دوره‌های جدید دیگر یک مؤسسه خصوصی نبودند و بخشی از بودجه را از وزارت آموزش عمومی دریافت می‌کردند.
مدت تحصیل در دوره‌ها در سال ۱۹۰۰ به چهار سال افزایش یافت. دوره‌های تازه افتتاح شده دارای دو بخش بودند - تاریخی-فلسفی و فیزیکی-ریاضی. در سال ۱۹۰۶، طبق منشور جدید، ساختار هیئت علمی دوره‌ها تأسیس شد. علاوه بر دو دانشکده موجود، یک دانشکده پزشکی (که اکنون دانشگاه ملی تحقیقات پزشکی روسیه به نام نیکولای پیروگوف نامیده می‌شود) افتتاح شد که ساختار دوره‌ها را به ساختار یک دانشگاه کلاسیک نزدیک می‌کرد (قبل از انقلاب، دانشگاه‌ها در روسیه، به‌طور معمول، از چهار دانشکده تشکیل می‌شدند: تاریخی - فلسفی، فیزیکی و ریاضی، پزشکی و حقوقی). از سال ۱۹۱۱، بیمارستان باخروشینسایا به پایگاه بالینی دانشکده پزشکی تبدیل شده است. در سال تحصیلی ۱۹۰۶–۱۹۰۷، سیستم چرخه موضوعی تدریس در دوره‌ها به جای سیستم دوره با تخصص در سال آخر معرفی شد. برنامه‌های درسی جدید نیز در همه دانشکده‌ها تصویب شد. ۱۵ ساعت در هفته برای مطالعه دروس اجباری اختصاص داده شد.
تا سال ۱۹۰۵، وی.آی. گوئریه دوباره مدیر دوره‌ها بود. در سال ۱۹۰۵، در غیاب وی.آی. گوئریه که در خارج از کشور بود، ولادیمیر اول. ورنادسکی به عنوان مدیر انتخاب شد. با این حال، به دلیل اینکه ورنادسکی همزمان به عنوان معاون رئیس دانشگاه امپراتوری مسکو انتخاب شده بود، هرگز وظایف خود را در دوره‌ها بر عهده نگرفت. در همان سال، سرگئی آ. چاپلیگین به عنوان مدیر دوره‌ها انتخاب شد.